# Glipa atriventris
Glipa atriventris es una especie de coleóptero de la familia Mordellidae. Presenta las subespecies Glipa annulata nipponica y Glipa atriventris atriventris.

## Distribución geográfica
Habita en la República Democrática del Congo y Madagascar.